# 十四年式10公分榴彈炮
十四年式10公分榴彈炮（日语：／*/?）是日本帝國陸軍以擄獲的斯柯達公司製榴彈炮改造，曾配備給日本步兵師，作為九一式榴彈炮未服役前的代用編裝。

## 簡介
在大正年間日本出兵西伯利亞干涉戰爭中，日本帝國陸軍撤軍時帶回了一些從蘇聯紅軍擄獲的武器，其中包括了俄羅斯帝國從奧匈帝國擄獲，後被紅軍使用的斯柯達製山地榴彈炮。
這項武器在日軍存放了一段時間後，因為陸軍師級野戰砲兵編裝要升級為105公厘榴彈炮，也就是後來的九一式10公分榴彈炮。但裝備尚未開發完成，卻需要進行實兵編裝評估，因此該型炮在1920年代中期從倉庫中翻出作為代用裝備配發給陸軍單位，並以十四年式十糎榴弾砲之名制式化。後來因擄獲庫存彈藥耗盡，因此返廠改膛為九一式的105公厘，並更名為改造十四年式十糎榴弾砲，
與九一式相比，十四年式的射程大幅縮短，且射擊散布界較廣，在精準度上非常不好，但是因為同時兼具山炮特性，在射擊俯角較有優勢。改膛後的十四年式雖然可兼用九一式的105公厘炮彈，但因為整體結構強度弱於新型炮，因此使用105榴彈時發射藥最大限制在三號裝藥。因為為擄獲兵器，因此雖然到二戰日軍投降時還在服役，但因為性能與後勤權衡並未投入前線作戰。